# Дрохва австралійська
Дрохва австралійська (Ardeotis australis) — вид птахів родини дрохвових (Otidae).

## Поширення
Вид поширений по всій континентальній Австралії та на півдні Нової Гвінеї. Мешкає у сухих лісових та відкритих районах.

## Опис
Досить великий птах. Самець сягає близько 120 см завдовжки, важить 5,6 — 8,2 кг; самиця сягає близько 90 см завдовжки, важить 2,8 — 3,2 кг. Спина та крила коричневого кольору. Махові пера чорного кольору з білими цятками. Голова, шия, груди, черево сірувато-білого кольору. На голові є чорний чубчик. Чорна смуга різної ширини перетинає область грудей.

## Спосіб життя
Мешкає в пустелях, степах, сухих луках та пасовищах. Птах бігає дуже швидко і добре літає. Трапляється невеликими групами, які сезонно мігрують в пошуках підходящих луків. Всеїдний птах, живиться насінням, квітами, ягодами, корінням, комахами, земноводними і плазунами. Гніздування може відбуватися в будь-який час року за умови достатньої вологи. Відкладає 1, рідше 2 яйця. Гніздо має вигляд простого невеликого заглиблення в землі. Насиджує лише самиця. Інкубація триває близько 25 днів.

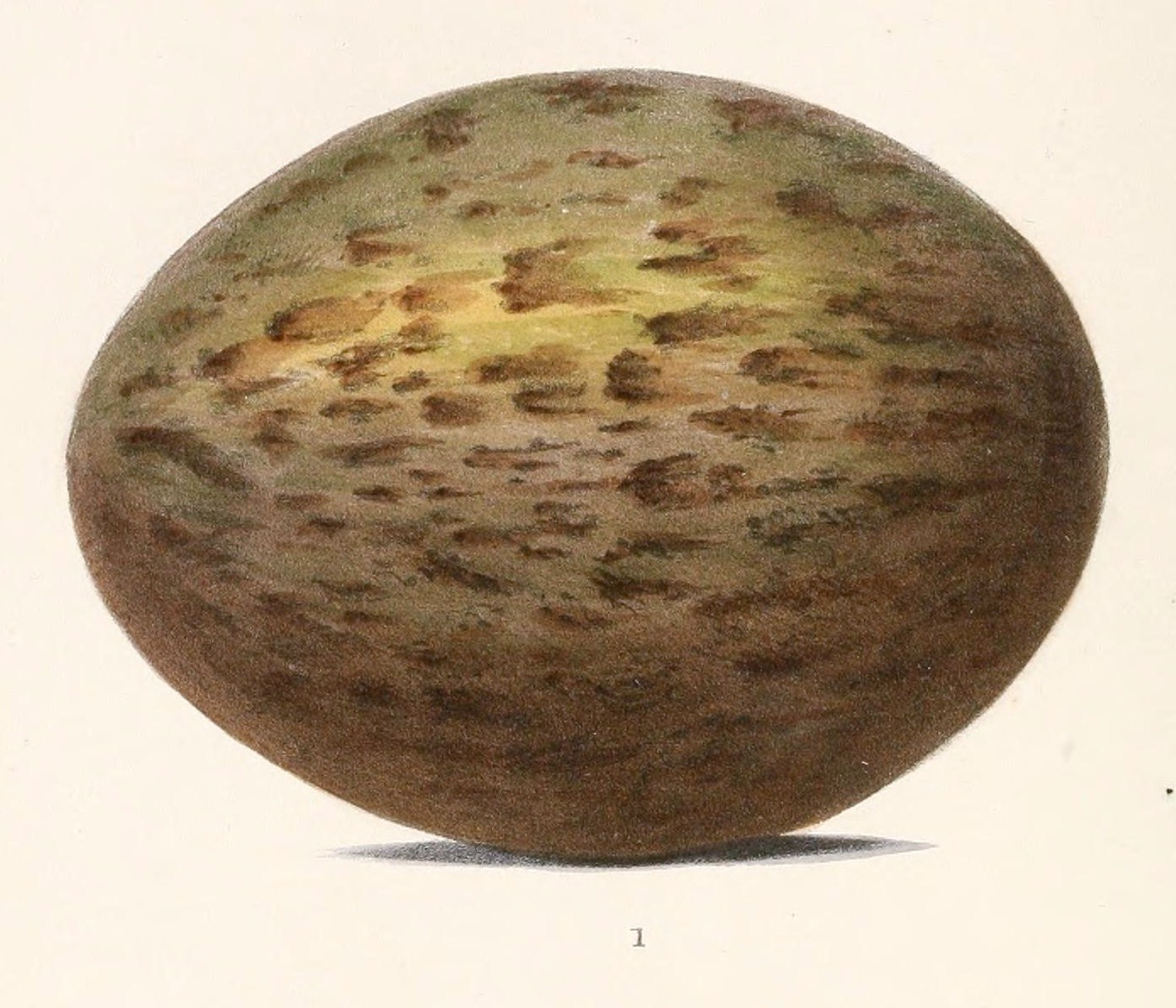
Яйце
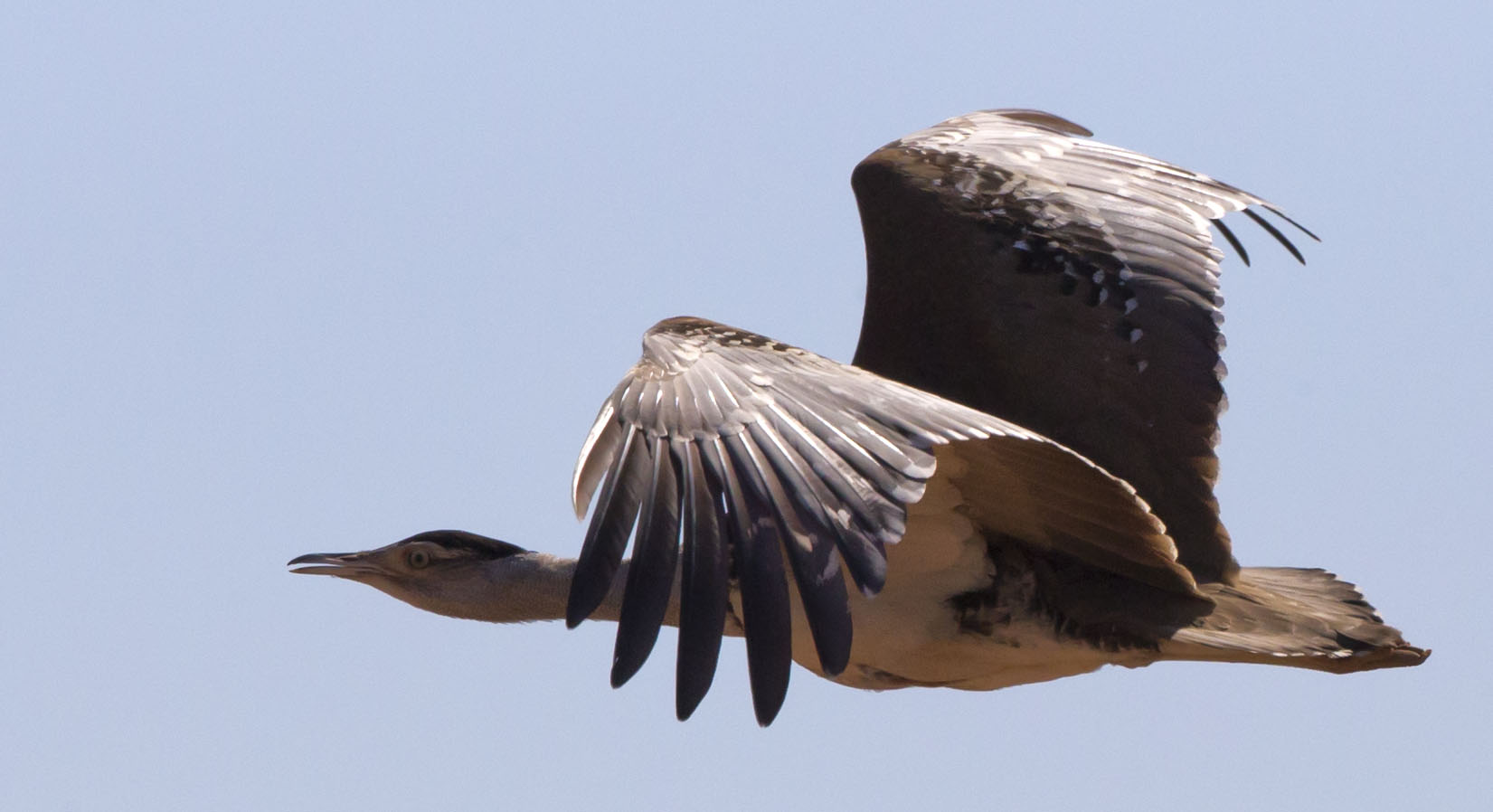
Дрохва австралійська у польоті